# Cold Springs (Nevada)

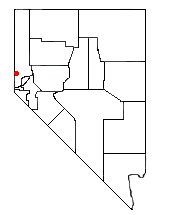
Cold Springs

Cold Springs – jednostka osadnicza w hrabstwie Washoe, w amerykańskim stanie Nevada, położone przy drodze krajowej 395. W roku 2000, liczba mieszkańców, wynosiła 3834. 